# Lista de capítulos de Dragon Ball Super
O anime Dragon Ball Super, escrito por Akira Toriyama, está sendo adaptado para mangá pelo companheiro mangaká Toyotarō. Começou a serialização na edição de agosto de 2015 da V Jump, lançada em 20 de junho de 2015. Shueisha começou a compilar os capítulos em volumes tankōbon, com o primeiro publicado em 4 de abril de 2016. A Viz Media começou a postar traduções gratuitas em inglês dos capítulos do mangá no seu site em 24 de junho de 2016, com um volume impresso em 2 de maio de 2017. Em novembro de 2018, um novo arco intitulado "Galactic Patrol Prisoner" foi anunciado e foi lançado em 2019 após o filme Dragon Ball Super: Broly. Em 2021 se iniciou o arco de 'Granola, o Sobrevivente', contando história de um alien sobrevivente do ataque dos Saiyajins ao seu planeta. Temos a aparição de Bardock, o pai de Goku, contando histórias do passado. Em Dezembro de 2022, um novo arco foi iniciado, readaptando o filme Dragon Ball Super: Super Hero. Em março de 2024, a revista V Jump publicou que o mangá entraria em hiato  sem previsão de retorno, por conta do falecimento de Akira Toriyama, criador de Dragon Ball, no mesmo mês.
No Brasil, o mangá é licenciado pela editora Panini e publicado desde agosto de 2018.

## Volumes
| 1. "A Premonição do Deus da Destruição" (破壊神の予知夢, Hakaishin no Yochimu) 2. "A Derrota de Goku" (孫悟空の敗北, Son Gokū no Haiboku) 3. "A Ira de Beerus" (ビルスの怒り, Birusu no Ikari) 4. "A Batalha dos Deuses" (神と神, Kami to Kami) 5. "Beerus e Champa" (ビルスとシャンパ, Birusu to Shanpa) | 1. "Os Preparativos do Torneio" (大会の準備, Taikai no Junbi) 2. "Os Guerreiros do Sexto Universo" (第６宇宙の戦士たち, Dai Roku Uchū no Senshi-tachi) 3. "Que Comece o Torneio!" (試合開始！, Shiai Kaishi!) 4. "Goku Versus Botamo" (悟空ＶＳボタモ, Gokū Bāsasu Botamo) |

| 1. "A Verdadeira Forma de Frost" (フロストの正体, Furosuto no Shōtai) 2. "A Chegada de Vegeta" (ベジータ登場！！, Bejīta Tōjō!!) 3. "Orgulho de Saiyajin" (サイヤ人の誇り, Saiya-jin no Hokori) 4. "O Vencedor do Torneio de Artes Marciais Finalmente Será Decidido!" (優勝宇宙、ついに決定！！, Yūshō Uchū, Tsui ni Kettei!!) 5. "Um Pedido de Socorro do Futuro" (未来からのＳＯＳ, Mirai Kara no Esu Ō Esu) 6. "A Volta da Esperança" (HOPE！！ 再び, Hope!! Futabi) |

| 1. "O Passado do Trunks do Futuro" (“未来”トランクスの過去, “Mirai” Torankusu no Kako) 2. "Zamasu, o Candidato a Próximo Kaiohshin do Décimo Universo" (次期第１０宇宙界王神候補ザマス, Jiki Dai-Jū Uchū Kaiōshin Kōho Zamasu) 3. "A Verdadeira Face do Goku Black" (ゴクウブラックの正体, Gokū Burakku no Shōtai) 4. "Mais um Zamasu" (もう一人のザマス, Mō Hitori no Zamasu) 5. "O Plano Zero Humanos" (人間ゼロ計画, Ningen Zero Keikaku) |

| 1. "A Última Chance Para a Esperança" (HOPEへのラストチャンス, Hōpu e no Rasuto Chansu) 2. "A Derradeira Jogada de Zamasu" (ザマスの最終手段, Zamasu no Saishū Shudan) 3. "O Verdadeiro Valor do Potara" (ポタラの真価, Potara no Shinka) 4. "A Evolução de Son Goku" (孫悟空の進化, Son Gokū no Shinka) |

| 1. "É o Goku? Ou o Zamasu??" (悟空か！？ザマスか！？, Gokū Ka!? Zamasu Ka!?) 2. "Batalha Final! Adeus, Trunks!" (決戦！さらばトランクス, Kessen! Saraba Torankusu) 3. "Treino Nosso de Cada Dia" (修行と日常そして…, Shugyō to Nichijō Soshite...) 4. "Os Deuses da Destruição dos 12 Universos" (12宇宙の破壊神, Jū Ni Uchū no Hakaishin) |

| 1. "Toppo - Candidato a Deus da Destruição 11º Universo" (第11宇宙破壊神候補トッポ, Dai Jū Ichi Uchū Hakaishin Kōho Toppo) 2. "Um Homem Chamado Jiren" (ジレンという男, Jiren to Iu Otoko) 3. "Hora de se Reunir, Superguerreiros!" (集まれ超戦士たち！, Atsumare Chō Senshi-Tachi！) 4. "Hora de se Reunir, Superguerreiros! (2)" (集まれ超戦士たち！2, Atsumare Chō Senshi-Tachi! 2) |

| 1. "Pela Sobrevivência dos Universos! Começa o Torneio do Poder!" (宇宙サバイバル！力の大会開始！, Uchū Sabaibaru! Chikara no Taikai Kaishi!) 2. "O Primeiro Univero Eliminado!" (最初の消滅宇宙, Saisho no Shōmetsu Uchū) 3. "Hit versus Jiren!" (ヒットＶＳジレン！, Hitto Bāsasu Jiren!) 4. "Competidores Excêntricos!" (個性的な選手たち, Kosei-tekina Senshu-tachi) |

| 1. "O Despertar da Super Saiyajin Kale" (覚醒·超サイヤ人ケール, Kakusei · Supa Saiya-jin Kēru) 2. "A Última Carta na Manga do Sexto Universo" (第6宇宙の最終手段, Dai Roku Uchū no Saishū Shudan) 3. "O Presságio do Despertar de Son Goku" (孫悟空覚醒の”兆”, Son Gokū Kakusei no "Kizashi") 4. "Jiren X Sétimo Universo" (ジレンＶＳ第7宇宙, Jiren Bāsasu Dai nana Uchū) |

| 1. "O Ensinamento do Instinto Superior" (身勝手の極意, Migatte no Gokui) 2. "O Desfecho e o Encerramento" (決着と結末, Ketchaku to Ketsumatsu) 3. "Alistamento na Patrulha Galática!" (銀河パトロール入隊!, Ginga Patorōru Nyūtai!) 4. "Moro, o Prisioneiro Fugitivo" (脱獄囚モロ, Datsugoku shū Moro) |

| 1. "O Poder Sobrenatural de Moro" (モロの魔法, Moro no Mahō) 2. "O Declínio do Planeta Namekusei" (衰耗するナメック星, Suikō-suru Namekku-sei) 3. "As Esferas do Dragão que Foram Roubadas" (奪われたドラゴンボール, Ubawareta Doragon Bōru) 4. "O Desejo do Moro" (モロの願い, Moro no Negai) |

| 1. "Batalha no Espaço Sideral" (宇宙空間バトル, Uchū-kūkan Batoru) 2. "A Grande Fuga" (大脱走, Dai Dassō) 3. "A Ação de Cada Um" (それぞれの行動, Sorezore no Kōdō) 4. "O Treinamento de Goku e Vegeta" (悟空とベジータの修業, Gokū to Bejīta no Shugyō) |

| 1. "A Gangue Galáctica DE Saganbo" (サガンボ銀河強盗団, Saganbo Ginga Gōtō-dan) 2. "Gohan Contra Seven-Three" (孫梧飯ＶＳセブンスリー, Son Gohan buiesu Sebunsurī) 3. "A Verdadeira Identidade de Merus" (メルスの正体, Merusu no Shōtai) 4. "OS Guerreiros da Terra Se Reúnem" (地球戦士集結, Chikyū Senshi Shūketsu) |

| 1. "A Luta de Cada Um" (それぞれの闘い, Sorezore no Tatakai) 2. "A Chegada de Son Goku" (孫悟空到着, Son Gokū Tōchaku) 3. "Execução! Premonição do Instinto Superior" (話 発動！身勝手の極意”兆”, Hatsudō! Migatte no Gokui "Chō") 4. "O Erro de Cálculo do Merus" (メルスの誤算, Merusu no Gosan) |

| 1. "O Renascimento de Vegeta" (新生ベジータ, Shinsei Bejīta) 2. "Sem Escapatória" (絶体絶命, Zettai Zetsumei) 3. "A Decisão de Merus" (メルスの覚悟, Merusu no Kakugo) 4. "O Patrulheiro Galáctico Goku" (銀河パトロール孫悟空, Ginga Patorōru Son Gokū) |

| 1. "O Terráqueo Son Goku" (地球人 孫悟空, Chikyūjin Son Gokū) 2. "Moro, O Devorador de Planetas" (星喰いのモロ, Hoshikui no Moro) 3. "E o Grande Final..." (大団円そして…, Daidan’en Soshite…) 4. "Granola, O Sobrevivente" (グラノラサバイバー, Seizansha Guranora) |

| 1. "A Transição do Planeta Cereal" (シリアル星の遷移, Shiriaru-sei no Sen'i) 2. "O Guerreiro Número um do Universo" (内一の戦士, Uchūichi no Senshi) 3. "O Plano dos Heeters" (ヒータの計画, Hīta no Keikaku) 4. "Saiyajins e Cerealjins" (サイヤ人とシリアル人, Saiya-jin to Shiriaru-jin) |

| 1. "Goku Versus Granola" (悟空ＶＳグラノラ, Gokū Buiesu Guranora) 2. "Vegeta Versus Granola" (ベジータＶＳグラノラ, Bejīta Buiesu Guranora) 3. "O Poder do Deus da Destruição" (破壊神の力, Hakaishin no Chikara) 4. "O Destino dos Saiyajins" (サイヤ人の宿命, Saiya-jin no Shukumei) |

| 1. "Bardock, O Pai de Goku" (悟空の父バーダック, Gokū no Chichi Bādakku) 2. "O Pedido de Gas" (ガスの願い, Gasu no Negai) 3. "Gas Versus Granola" (ガスVSグラノラ, Gasu bui esu Guranora) 4. "Gas versus Granola 2" (ガスVSグラノラ2, Gasu bui esu Guranora Tsū) |

| 1. "O Conflito de Goku" (悟空の葛藤, Gokū no Kattō) 2. "Bardock Versus Gas" (バダックVSガス, Bādakku bui esu Gasu) 3. "Bardock Versus Gas 2" (バダックVSガス2, Bādakku bui esu Gasu Tsū) 4. "O Orgulho de Uma Raça" (民族の誇り, Minzoku no Hokori) |

| 1. "A Resposta de Cada Um" (それぞれの答え, Sorezore no Kotae) 2. "Batalha com Força Total" (全力戦, Zenryokusen) 3. "Surge o Guerreiro Mais Forte do Universo" (宇宙一の戦士 発現, Uchūichi no Senshi Hatsugen) 4. "O Nascimento de Super-Heróis" (スーパーヒーロー誕生, Sūpā Hīrō Tanjō) |

| 1. "Surge um Rival!" (ライバル出現!, Raibaru Shutsugen!) 2. "O Confronto com o Doutor Hedo" (対決Dr.ヘド, Taiketsu Dr. Hedo) 3. "O Renascimento do Exército Red Ribbon" (復活したRR軍！！(Fukkatsu Shita Reddo Ribon Gun!!) 4. "Os Novos Androides" (新たなる人造人間, Aratanaru Jinzōningen) |

| 1. "O Plano para Sequestrar a Pan!" (パン誘拐作戦, Pan Yūkai Sakusen) 2. "Acorda, Son Gohan!" (目覚めよ! 孫悟飯, Mezameyo! Son Gohan) 3. "A Mais Poderosa Dupla de Mestre e Discípulo" (最強の師弟, Saikyō no Shitei) 4. "Os Saiyamen Juntam-se à Batalha!" (サイヤマン参戦！, Saiyaman Sansen!) |

| 1. O Ataque de Cell Max (暴走セルマックス, Bōsō Seru Makkusu) 2. A Determinação de Gamma Número 2 (ガンマ2号の覚悟, Ganma Ni-Gō no Kakugo) 3. O Superdespertar de son Gohan! (超覚醒！孫悟飯, Chō Kakusei! Son Gohan) 4. Exploda! Makankô Sappô! (炸裂!魔貫光殺砲, Sakuretsu! Makankōsappō) |

| 1. Carmine e Soldado 15 (カーマインと15番, Kāmain to Jūgo-Ban) 2. Son Goku vs. Son Gohan (孫悟空VS孫悟飯, Son Gokū bui esu Son Gohan) 3. Um legado para o futuro (未来への継承, Mirai e no Keishō) 4. O nascimento de Saiyaman X (サイヤマンXエックスの誕たん生じょう!, Saiyaman Ekkusu no Tanjō!) |